# Corsair Memory
Corsair è un'azienda produttrice di componenti per PC fondata nel 1994 da Don Lieberman, John Beekley, e Andy Paul con sede a Fremont in California.
Inizialmente nota per la produzione di moduli Cache-On-A-Stick (COAST) per sistemi Intel, si è poi focalizzata sulla produzione di memorie RAM per PC. Negli anni seguenti ha esteso il proprio mercato anche ad altre componenti: alimentatori, chiavette USB, dissipatori ad aria, sistemi di raffreddamento a liquido a circuito chiuso e SSD, per poi fare il suo ingresso, infine, anche nel mercato dei produttori di case full-tower e mid-tower.

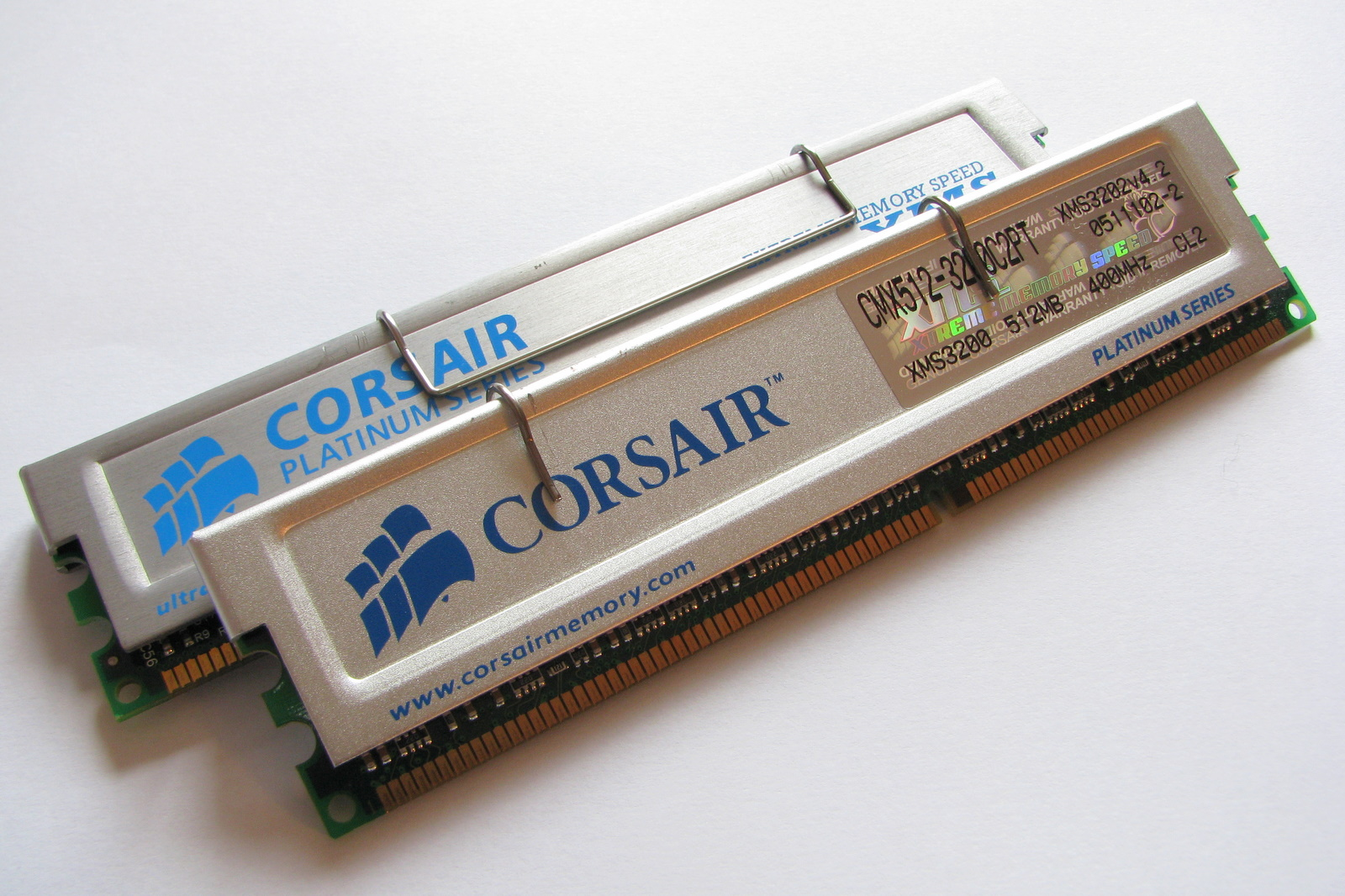
Moduli di RAM Corsair